# Pavle Skalić
Pavle Skalić, imenovan tudi Pavao Skalić, * 1534, † 1573, hrvaški popotnik, avanturist, raziskovalec in pisatelj v italijanski literaturi poimenovan tudi Pauli Schalichi de Lika je prvi pisec na svetu, ki je svoje delo poimenoval »enciklopedija«.
Pavle Skalić je leta 1559 napisal obsežno delo v latinščini, katerega je poimenoval Encyclopaedia sen orbis disciplinarum tam sacrarum quam prophanarum epistemon, kar naj bi na kratko pomenilo Znanje sveta, izdal ga je v Baslu v Švici. Poleg tega dela je v letu 1570 napisal tudi traktat o glasbi v latinščini: Dialogus de Lyra, katerega je izdal v Kölnu.
1. 1 2  data.bnf.fr: platforma za odprte podatke — 2011.
2. 1 2 3  Record #100181678 // Gemeinsame Normdatei — 2012—2016.